# Vidochov
Vidochov är en ort i Tjeckien. Den ligger i den norra delen av landet, 90 km nordost om huvudstaden Prag. Vidochov ligger 473 meter över havet och antalet invånare är 342.
Terrängen runt Vidochov är platt åt nordväst, men åt sydost är den kuperad. Terrängen runt Vidochov sluttar söderut. Runt Vidochov är det ganska glesbefolkat, med 32 invånare per kvadratkilometer. Närmaste större samhälle är Nová Paka, 4,1 km sydväst om Vidochov. Omgivningarna runt Vidochov är en mosaik av jordbruksmark och naturlig växtlighet.